# Zhenruïta
La zhenruïta és un mineral de la classe dels òxids.

## Característiques
La zhenruïta és un òxid de fórmula química (MoO₃)₂·H₂O. Va ser aprovada com a espècie vàlida per l'Associació Mineralògica Internacional l'any 2022, i encara resta pendent de publicació. Cristal·litza en el sistema monoclínic.
Les mostres que van servir per a determinar l'espècie, el que es coneix com a material tipus, es troben conservades al Museu Mineral de la Universitat d'Arizona, a Tucson (Arizona), amb el número de catàleg: 22720, i al projecte RRUFF, amb el número de mostra: r220010.

## Formació i jaciments
Va ser descoberta a la mina Freedom Núm. 2, situada al districte miner de Marysvale, al comtat de Piute (Utah, Estats Units). Aquesta mina estatunidenca és l'únic indret de tot el planeta on ha estat descrita aquesta espècie mineral.